# Garrapatas, Acapulco de Juárez
Garrapatas är en ort i Mexiko.   Den ligger i kommunen Acapulco de Juárez och delstaten Guerrero, i den södra delen av landet, 280 km söder om huvudstaden Mexico City. Garrapatas ligger 221 meter över havet och antalet invånare är 304.
Terrängen runt Garrapatas är kuperad norrut, men söderut är den platt. Runt Garrapatas är det tätbefolkat, med 397 invånare per kvadratkilometer. Närmaste större samhälle är San Isidro Gallinero, 7,1 km sydväst om Garrapatas. I omgivningarna runt Garrapatas växer i huvudsak lövfällande lövskog.